# Ivanka Ivanković
Ivanka Ivanković (Bijakovići, Bosnia y Herzegovina, 21 de junio de 1966) es una mística católica, misionera, conferencista y escritora de Bosnia reconocida porque afirma recibir visiones de la Virgen María (La Gospa) conocidas como apariciones marianas de Medjugorje.

## Biografía
Ivanka Ivanković nació en Bijakovići, Bosnia y Herzegovina, el 21 de junio de 1966. Hija de Ivan y Jakoda, vivió en Mostar hasta abril de 1981, pero llegó a Međugorje con su hermano mayor Mario y la hermana menor de su abuela en 1981 durante las vacaciones de verano. Su madre murió en mayo de 1981.
Se casó con Raiko Elez el 18 de diciembre de 1986 con quien tiene tres hijos dos varones y una niña, Kristina Elez Ivanković, Josip Elez Ivanković, Iván Elez Ivanković. Vive con su familia en Međugorje. Entre los videntes de Međugorje, ella fue la primera en casarse

### Experiencia mística
Ivanka Ivanković afirma haber tenido apariciones diarias de la Virgen María desde el 24 de junio de 1981. En el momento de las supuestas apariciones, tenía 15 años.
Fue la primera en ver a la Virgen María (La Gospa). Afirma haber tenido apariciones en un horario regular hasta el 7 de mayo de 1985, día en que la Virgen María (La Gospa) le revelaría el último de los "diez secretos". Desde entonces recibiría una aparición una vez al año, el 25 de junio, con motivo del aniversario de la primera aparición, por el resto de su vida.

Ella, como Ivan Dragičević y Vicka Ivanković, afirma que la Virgen María (La Gospa) le contó su biografía entre enero y mayo de 198. Cuando comenzaron las apariciones, Ivanka le preguntó a la Virgen María sobre su madre. La Virgen María le dijo que su madre estaba con ella en el cielo. Dios ha permitido que Ivanka vea y hable con su madre, que está en el cielo, varias veces a lo largo de los años.
“ Cuando comenzaron las apariciones, yo era solo una niña. Rezaba e iba a la iglesia cuando mis padres me lo pedían. Ahora, cuando rezo, me siento unida a Dios y Nuestra Señora. Antes, cuando iba a misa, no sentía nada especial. Ahora, sé que Dios está vivo en la Santa Misa y se entrega completamente a nosotros en la Hostia. Con respecto a mi futuro, lo dejo completamente en las manos de Dios – mi camino irá en la dirección que Dios me guie.
Tengo algunos consejos para los jóvenes: quiero decirles que recurran a Dios lo antes posible porque Él es el único que puede llevarlos a la felicidad y la verdad. Simplemente debemos rezar más y vivir los mensajes de Medjugorje. ” Ivanka
A Ivanka se le encomendó la oración por las familias.